# スタニスラフ・イワノフ
スタニスラフ・イワイロフ・イワノフ（Stanislav Ivaylov Ivanov ブルガリア語: Станислав Иванов, 1999年4月16日 - ）は、ブルガリア・ガブロヴォ州ガブロヴォ出身のサッカー選手。PFKアルダ・クルジャリ所属。ポジションはMF。

## クラブ経歴
地元ガブロヴォのクラブチームのユースから2012年にレフスキ・ソフィアのユースアカデミーに入所。17歳を1ヶ月前に迎えた2016年3月にトップチームに昇格。同月2日のPFCモンタナ戦でプロデビュー。2019年5月4日のPFCボテフ・プロヴディフ戦でプロ初ゴールを記録。2019-20シーズンは自己最高のシーズンとなり、国内リーグ戦9ゴールを決めた。
2020年12月9日、シカゴ・ファイアーFCと3年契約を締結したことが発表された。

## 代表歴
プロデビュー前の2015年から、各ユース世代のブルガリア代表の主力として活躍。2019年6月にはフル代表に招集されたものの、フル代表の出場はない。
2023年10月17日、アルバニア代表との親善試合でA代表初出場。